# Rudy Rouet
Rudy Rouet (né le 5 janvier 1985 à Toulon) est un coureur cycliste belge.

## Biographie
Rudy Rouet naît le 5 janvier 1985 à Toulon en France.
En 2010, il remporte la cinquième et dernière étape du Tour de la province de Liège, course remportée par son coéquipier Gilles Devillers.
Il est recruté en 2011 par la nouvelle formation Wallonie Bruxelles-Crédit agricole, qui lui offre un contrat professionnel. Il n'est cependant pas conservé par son équipe pour la saison suivante et retourne dans l'équipe Lotto-Pôle Continental Wallon. En 2013, il part dans le club Ottignies-Perwez, puis revient chez T.Palm-Pôle Continental Wallon à partir de 2014.

## Palmarès et classements mondiaux

### Palmarès sur route
- 2010[1]
  - 5e étape du Tour de la province de Liège
  - 3e du championnat de Wallonie sur route
- 2012
  - Championnat de Namur-Luxembourg-Brabant Wallon sur route